# Skrajna Nowoleśna Turnia
Skrajna Nowoleśna Turnia (słow. Východná Slavkovská veža, niem. Östlicher Schlagendorfer Turm, węg. Keleti Szalóki torony) – najbardziej wysunięta na południe turnia w Nowoleśnej Grani o wysokości 2361 m n.p.m. znajdująca się w słowackiej części Tatr Wysokich. Od Pośredniej Nowoleśnej Turni oddziela ją przełęcz Ciemna Ławka, a od Zadniej Sławkowskiej Czuby szerokie siodło Sławkowskiej Przełęczy. Na wierzchołek Skrajnej Nowoleśnej Turni nie prowadzą żadne znakowane szlaki turystyczne, dla taterników dostępna jest najdogodniej od Sławkowskiej Przełęczy, w stronę której opada dosyć łagodnym zboczem.
Skrajna Nowoleśna Turnia jest turnią zwornikową. Na północny wschód, w kierunku Warzęchowego Stawu w Dolinie Staroleśnej wysyła ona grań zwaną Nowoleśnym Filarem. Grań ta oddziela Nowoleśną Kotlinę od Długiej Kotliny.

## Historia
Pierwsze wejścia turystyczne:
- Karol Englisch i Johann Hunsdorfer senior, 7 sierpnia 1902 r. – letnie,
- Gyula Hefty, Pavol Čižák, Johann Franz junior, Johann Hunsdorfer senior, Paul Kirner, Ján Počúvaj, Paul Schmied i Johann Strompf junior, 8 marca 1914 r. – zimowe.